# Клеменс Алойз фон Рехберг
Клеменс Алойз Франц Панкрац фон Рехберг (на немски: Klemens Aloys Franz Pankraz, Graf von Rechberg; * 4 септември 1682; † 22 декември/23 декември 1732) от швабския род „Рехберг“ е граф на Рехберг, господар на Хоенрехберг-Донцдорф в Баден-Вюртемберг, в замък Рамсберг в Донцдорф, кемерер и дворцов съветник в Курфюрство Бавария.
Той е най-малкият син (от седем деца) на имперски граф Франц Албрехт фон Рехберг (1645 – 1715) и съпругата му фрайин Катарина Барбара Верена цу Шпаур и Флавон († 1712), дъщеря на фрайхер Освалд цу Шпаур и Флавон († 1703) и фрайин Магдалена фон Тун. Внук е на имперски фрайхер Бернхард Беро фон Рехберг (1607 – 1686) и графиня Мария Якобея Фугер-Кирхберг-Вайсенхорн (1615 – 1695), дъщеря на Антон Фугер фон Кирхберг-Вайсенхорн (1563 – 1616) и графиня Елизабета Фугер цу Кирхберг и Вайсенхорн (1584 – 1636), дъщеря на Октавиан Секундус Фугер (1549 - 1600).
Дворецът Донцдорф е от 1568 до 1991 г. собственост на фамилията фон Рехберг.

## Фамилия
Клеменс Алойз фон Рехберг се жени на 25 юли 1709 г. за графиня Мария Анна Йозефа Антония Фугер фон Кирхберг и Вайсенхорн (* 25 октомври 1688, Мюнхен; † 13 ноември 1714, Мюнхен, погребана в Мюнхен), дъщеря на граф Йохан Мамсимилиан Йозеф Фугер фон Кирхберг-Вайсенхорн, Шмихен, Тюркенфелд (1661 – 1731) и графиня Мария Елизабет фон Лодрон и Латерано. (1650 – 1721).. Те имат две дъщери:
- Мария Елизабет Тереза Йозефа Фелицитас фон Рехберг (* 19 октомври 1709, Мюнхен; † 18 март 1788), омъжена за граф Йозеф Клеменс Топор Моравитцки (* 20 юли 1711; † 19 декември 1786)
- Мария Терезия Йозефа Тадеа фон Рехберг (* 26 октомври 1714, Мюнхен; † 28 декември 1776, Инголщат), омъжена на 16 юни 1733 г. за граф Йохан Карл Филип фон Прайзинг († 6 декември 1760)